# Santa Marina Salina
Pour les articles homonymes, voir Santa Marina (homonymie).
Santa Marina Salina est une commune italienne de la province de Messine, dans la région Sicile.

## Géographie
Santa Maria Salina se situe sur l'île de Salina dont elle partage le territoire avec les communes de Malfa et Leni.

## Administration
| Période                                  | Période | Identité | Étiquette | Qualité |
| ---------------------------------------- | ------- | -------- | --------- | ------- |
|                                          |         |          |           |         |
| Les données manquantes sont à compléter. |         |          |           |         |

### Communes limitrophes
Leni, Malfa